# 大鳴門灘右エ門 (安政)
大鳴門 灘右エ門（おおなると なだえもん、生年不明 - 1882年10月8日）は、大坂相撲・千田川部屋、二十山部屋、阿武松部屋に所属した元力士。7代千田川。摂津国八部郡（現在の兵庫県神戸市の西部・北部）出身。本名、身長、体重は不明。最高位は東前頭筆頭。

## 経歴
元は大坂相撲に属したが江戸相撲に挑み、1853年2月に二段目に付け出されると43連勝を記録した。1857年には徳島藩の抱えとなり、同年11月に新入幕。幕内でも強さを発揮したが、勝ち越しを重ねても何故か前頭筆頭に留め置かれ続け、1862年11月には江戸相撲から去った。以後は年寄・千田川を襲名。

## 成績
- 幕内11場所57勝13敗25休2預